# Powiat białogardzki

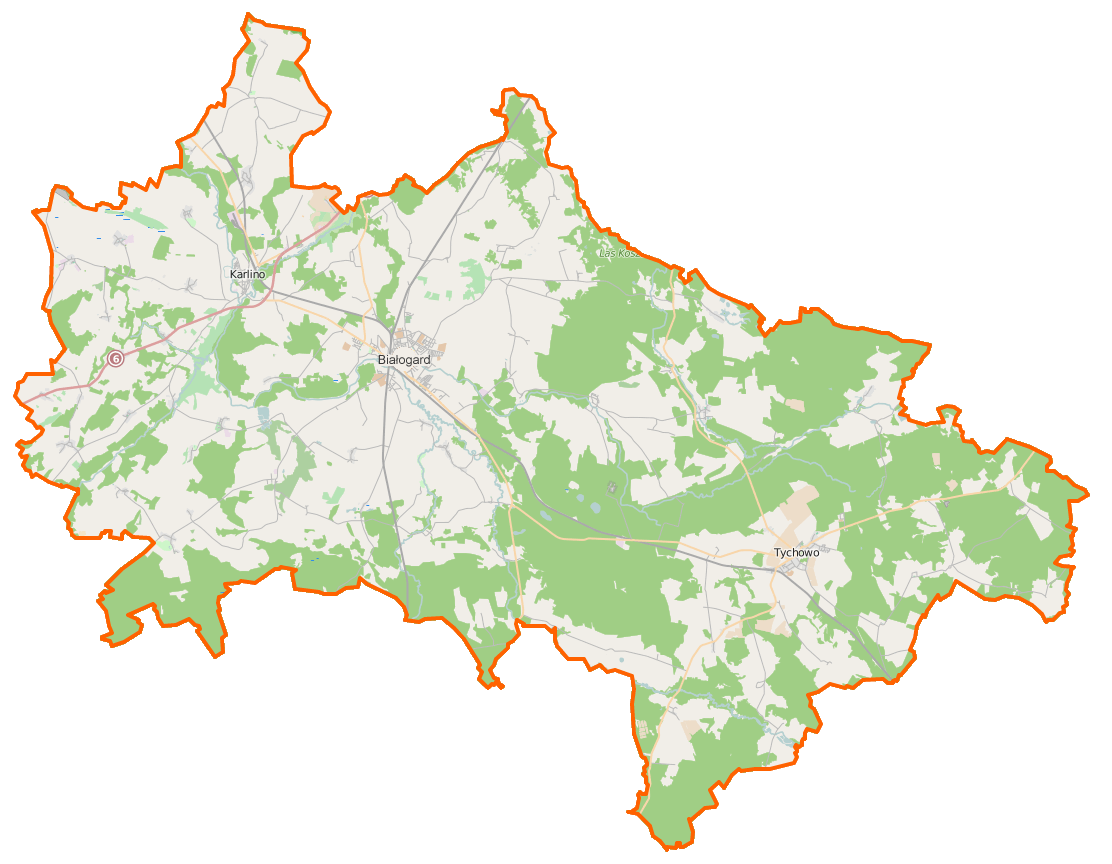
Mapa powiatu

Powiat białogardzki – powiat w północno-zachodniej Polsce, w woj. zachodniopomorskim, utworzony w 1999 roku w ramach reformy administracyjnej. Jego siedzibą jest miasto Białogard.
W skład powiatu wchodzą:
- gminy miejskie: Białogard
- gminy miejsko-wiejskie: Karlino, Tychowo
- gminy wiejskie: Białogard
- miasta: Białogard, Karlino, Tychowo

Według danych z 31 grudnia 2019 roku powiat zamieszkiwało 47 560 osób. Natomiast według danych z 30 czerwca 2020 roku powiat zamieszkiwało 47 43? osób.

## Położenie
Według danych z 1 stycznia 2009 powierzchnia powiat białogardzkiego wynosi 845,46 km².
Powiat w całości położony jest w dorzeczu Parsęty, na Równinie Białogardzkiej będącej częścią składową Niziny Szczecińskiej, pomiędzy Pobrzeżem Słowińskim (Koszalińskim), a Pojezierzem Drawskim. Decydujący wpływ na współczesną rzeźbę terenu wywarło najmłodsze zlodowacenie bałtyckie, faza pomorska oraz procesy, które nastąpiły po epoce lodowcowej.
Powiat białogardzki graniczy z czterema powiatami:
- kołobrzeskim
- koszalińskim
- szczecineckim
- świdwińskim

## Demografia
Według danych z 30 czerwca 2012 roku powiat białogardzki zamieszkiwało 49 245 osób

Liczba ludności (dane z 30 czerwca 2012):
|        | Ogółem | Ogółem | Kobiety | Kobiety | Mężczyźni | Mężczyźni |
| osób   | %      | osób   | %       | osób    | %         |           |
| ------ | ------ | ------ | ------- | ------- | --------- | --------- |
| Ogółem | 49 245 | 100    | 25 032  | 50,83   | 24 213    | 49,17     |
| Miasto | 33 335 | 67,69  | 17 279  | 35,09   | 16 056    | 32,60     |
| Wieś   | 15 910 | 32,31  | 7753    | 15,74   | 8157      | 16,56     |

▶Wieś vs ▶miasto
Ogółem (▶k, ▶m)
Miasto (▶k, ▶m)
Wieś (▶k, ▶m)
Liczba ludności:
| Rodzaj gminy    | Nazwa gminy | Ludność | % powiatu | Pow. (km²) | % powiatu | Liczba sołectw | Gęstość zaludnienia |
| --------------- | ----------- | ------- | --------- | ---------- | --------- | -------------- | ------------------- |
| miejska         | Białogard   | 24.395  | 50,5      | 25,73      | 3,0       | ——             | 948                 |
| miejsko-wiejska | Karlino     | 9.133   | 18,9      | 141,03     | 16,7      | 15             | 65                  |
| wiejska         | Białogard   | 7.740   | 16,0      | 328,25     | 38,8      | 33             | 24                  |
| wiejska         | Tychowo     | 7.003   | 14,5      | 350,45     | 41,5      | 19             | 20                  |

Miejsce w województwie (na 18 powiatów ziemskich) pod względem:

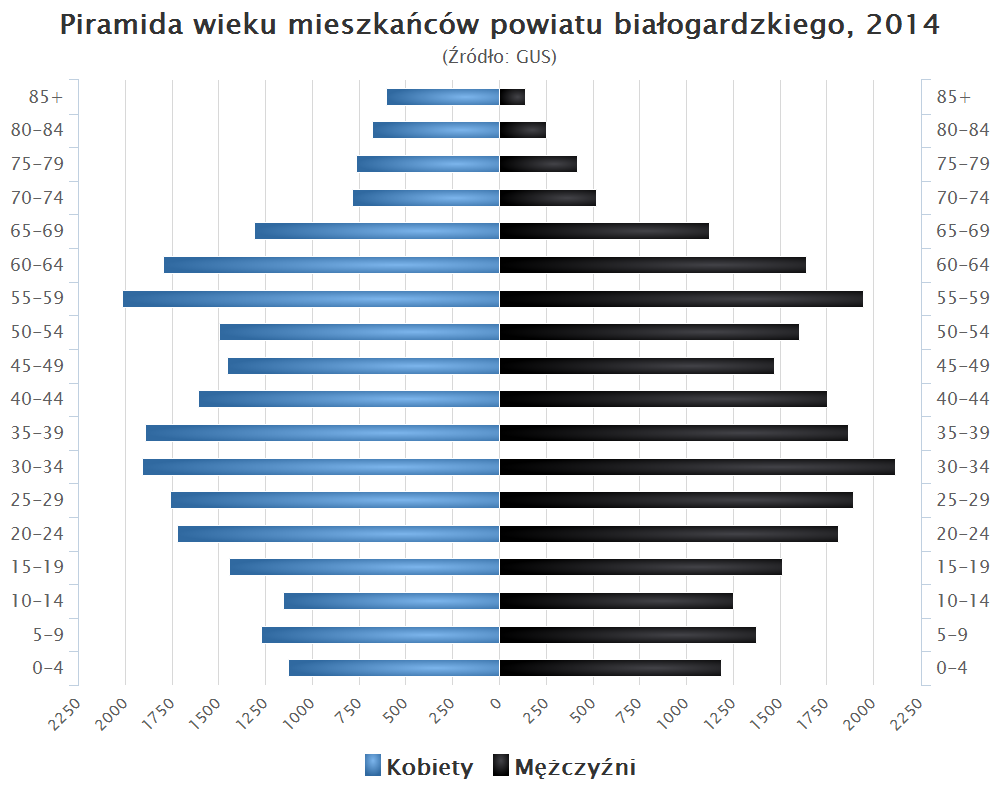
Piramida wieku mieszkańców powiatu białogardzkiego w 2014 roku

- ludności: 15.
- powierzchni: 15.
- gęstości zaludnienia: 6.
- urbanizacji: 3.

## Środowisko geograficzne

### Rzeki
- Parsęta – jest główną rzeką powiatu. Długość rzeki w nurcie wynosi 139,4 km (z tego 80 km na terenie powiatu)
- Radew – największy dopływ Parsęty (o długości 83 km)
- Dębnica
- Mogilica
- Topiel
- Pokrzywnica
- Młynówka
- Liśnica

### Jeziora
Powiat białogardzki charakteryzuje się bardzo małą liczbą jezior. Większość jezior to małe, nie przekraczające 5 ha powierzchni. Do największych jezior zaliczyć należy:
- Jezioro Rybackie
- Jezioro Byszyńskie
- Jezioro Dobrowieckie Wielkie

## Gospodarka
Gospodarka powiatu to przemysł drzewny, rolno-spożywczy, a także rolnictwo. Turystyka wodna i wędkarstwo na Parsęcie.
W końcu kwietnia 2012 liczba zarejestrowanych bezrobotnych w powiecie białogardzkim obejmowała ok. 5,0 tys. mieszkańców, co stanowi stopę bezrobocia na poziomie 29,1% do aktywnych zawodowo.
We wrześniu 2019 liczba zarejestrowanych bezrobotnych wynosiła 2 400 osób, a stopa bezrobocia 16,4%
Przeciętne wynagrodzenie pracownicze w październiku 2008 r. wynosiło 2390,40 zł, przy liczbie zatrudnionych pracowników w powiecie białogardzkim – 5983 osoby. Przeciętne wynagrodzenie w sektorze publicznym wynosiło 2879,17 zł, a w sektorze prywatnym 2122,36 zł.
W 2013 r. wydatki budżetu samorządu powiatu białogardzkiego wynosiły 51,5 mln zł, a dochody budżetu 53,0 mln zł. Zadłużenie (dług publiczny) samorządu według danych na IV kwartał 2013 r. wynosiło 22,1 mln zł, co stanowiło 41,8% dochodów.

## Komunikacja
- Drogi:
  - wojewódzkie:
    - droga wojewódzka nr 163 – Kołobrzeg – Białogard – Połczyn-Zdrój – Czaplinek – Wałcz
    - droga wojewódzka nr 166 – droga krajowa nr 6E28 – Lulewice – Białogard
    - droga wojewódzka nr 167 – Koszalin – Tychowo – Ogartowo
    - droga wojewódzka nr 169 – Byszyno – Tychowo – Głodowa
- Linie kolejowe:
  - czynne: Stargard – Wejherowo (przez Białogard) oraz Kołobrzeg – Poznań Gł. (przez Karlino, Białogard i Tychowo).
  - nieczynne, istniejące: wąskotorowe: Białogard Miasto – Świelino oraz Białogard Miasto – Sławoborze.
  - nieczynne, nieistniejące: wąskotorowe: Karlino Wąsk. – Gościno oraz Karlino Wąsk. – Włościbórz.

## Bezpieczeństwo
W 2009 r. wskaźnik wykrywalności sprawców przestępstw stwierdzonych w powiecie białogardzkim wynosił 69,7%. W 2009 r. stwierdzono w powiecie m.in. 245 kradzieży z włamaniem, 4 kradzieże samochodów, 24 przestępstwa narkotykowych.
Gmina Karlino położona jest w strefie nadgranicznej i zasięgiem służbowym obejmuje ją placówka Straży Granicznej w Kołobrzegu z Morskiego Oddziału SG.
Powiat białogardzki jest obszarem właściwości Prokuratury Rejonowej w Białogardzie i Prokuratury Okręgowej w Koszalinie.
Na terenie powiatu działają 4 jednostki Ochotniczej Straży Pożarnej włączone do krajowego systemu ratowniczo-gaśniczego. Ponadto istnieje jednostka ratowniczo-gaśnicza przy Komendzie Powiatowej Państwowej Straży Pożarnej w Białogardzie.

## Administracja
| Gminy                          | Liczba radnych | Liczba wyborców w 2006 |
| ------------------------------ | -------------- | ---------------------- |
| miasto Białogard               | 9              | 19 447                 |
| gmina Białogard, gmina Tychowo | 5              | 11 599                 |
| gmina Karlino                  | 3              | 7 194                  |
| Razem (Σ)                      | 17             | 38 240                 |

Siedzibą władz powiatu jest miasto Białogard. Organem uchwałodawczym jest Rada Powiatu w Białogardzie, w której skład wchodzi 17 radnych.
Rada Powiatu
| Ugrupowanie                        | 2002-2006  | 2006-2010 | 2010-2014 | 2014-2018 | 2018-2023                |
| ---------------------------------- | ---------- | --------- | --------- | --------- | ------------------------ |
| Sojusz Lewicy Demokratycznej       | 4 (SLD-UP) | 3 (LiD)   | 1         | 1         | 1 (SLD Lewica Razem)     |
| Polskie Stronnictwo Ludowe         | 1          | 1         | 1         | 2         | 2                        |
| Samoobrona                         | 2          | 1         | -         | -         | -                        |
| Porozumienie Samorządowe Białogard | 6          | 7         | 6         | 5         | –                        |
| Wspólnota Samorządowa              | 2          | -         | -         | -         | –                        |
| Lewica dla Wszystkich              | 1          | -         | -         | -         | -                        |
| Nowy Białogard                     | 1          | -         | -         | -         | -                        |
| Prawo i Sprawiedliwość             | -          | 1         | 1         | 1         | 3                        |
| Platforma Obywatelska              | -          | 3         | 6         | 7         | 6 (Koalicja Obywatelska) |
| Nieżależni                         | -          | 1         | 1         | 1         | 1                        |
| Wspólna Gmina XXI                  | -          | -         | 1         | -         | -                        |
| Wspólny Samorząd                   | -          | -         | -         | -         | 4                        |

Gminy powiatu białogardzkiego są obszarem właściwości Sądu Rejonowego w Białogardzie i Sądu Okręgowego w Koszalinie. Powiat białogardzki jest obszarem właściwości miejscowej Samorządowego Kolegium Odwoławczego w Koszalinie.
Mieszkańcy powiatu białogardzkiego wybierają radnych do Sejmiku Województwa Zachodniopomorskiego w okręgu nr 3. Posłów na Sejm wybierają z okręgu wyborczego nr 40, senatora z okręgu wyborczego nr 99, a posłów do Parlamentu Europejskiego z okręgu wyborczego nr 13.

## Współpraca zagraniczna
Powiat posiada następujące umowy partnerskie:
- gmina Gnosjö od 28 marca 2003
- powiat Mecklenburg-Strelitz od 14 maja 2004 do 3 września 2011 (z powodu jego zlikwidowania i utworzenia powiatu Mecklenburgische Seenplatte)